# 王铎 (1912年)
王铎（1912年—1997年8月10日），又名王振铎，汉族，辽宁海城县人。中国共产党高级领导人物。中共内蒙古自治区顾问委员会主任。第一届、第四届至第六届全国人大代表。第五届全国政协委员。

## 生平
1929年入营口师范中学师范班学习，1931年毕业后任乡村小学教师并参加革命。1934年就读于北平东北大学边疆政治系。1936年参加中华民族解放先锋队和一二九运动。1937年大学毕业参加东北救亡总会。
1937年12月加入中国共产党。1938年8月到延安。从抗日军政大学毕业后，被分配到中央西北工作委员会民族研究室工作。1939年至1941年春，两次到内蒙古伊克昭盟社会调查和文化考察。1939年12月任陕北公学蒙古青年队（“陕公55队”）指导员，蒙古文艺考察团团长，陕北公学民族部主任，延安民族学院教育处副处长、秘书长，城川民族学院副主任。1945年6月任绥蒙政府秘书长、教育处长。
抗战胜利后，任内蒙古自治运动联合会宣传部代理部长、内蒙古党委委员、中共锡察工委书记兼组织部长、察锡行政委员会副主任，内蒙古人民自卫军骑兵第16师政委，中共锡察巴乌工委副书记。1947年5月任内蒙古自治区政府委员，中共内蒙古工作委员会委员，中共内蒙古自治区委秘书长，中共中央内蒙古分局委员。
中华人民共和国成立后，任中共中央内蒙古分局委员、组织部长兼委员会书记。1950年12月29日，中共中央内蒙古分局任命王铎为内蒙古党校校长。内蒙古自治区东部区党委书记、内蒙古自治区东部区行政公署主任，中共内蒙古分局常委、副书记。1955年任中共内蒙古自治区委副书记、书记处书记、常务书记，中共中央华北局委员，内蒙古自治区革命委员会副主任。1978年任内蒙古区委常务书记。1983年至1988年任中共内蒙古顾问委员会主任。中共八大、十二大、十三大代表。第一届、第四届至第六届全国人大代表。第五届全国政协委员。